# 핵테러
핵테러는 테러리스트들이 핵폭탄을 터뜨려서 테러를 하는 것을 말한다. 테러 행위(즉, 정치적 또는 종교적 목적을 위해 불법적이거나 부도덕한 폭력 사용)로 핵무기를 터뜨리는 것이다. 핵 테러의 일부 정의에는 핵 시설의 파괴 행위 및 구어체로 더러운 폭탄이라고 불리는 방사선 장치의 폭발이 포함되지만 합의된 정의는 아니다. 법적 용어로 핵테러는 불법적이고 고의적으로 "어떤 방식으로든 방사성 물질을 사용하여... 사망이나 심각한 신체 부상을 초래할 의도로, 또는 재산이나 환경에 상당한 피해를 입히려는 의도로, 또는 2005년 핵 테러 행위 억제를 위한 유엔 국제 협약에 따르면 자연인이나 법인, 국제 조직 또는 국가에게 어떤 행위를 하거나 하지 않도록 강요하려는 의도가 있다."
테러리스트 조직이 핵무기(여행 가방에 들어 있는 것과 같은 작은 크기의 무기 포함)를 사용할 가능성은 미국 문화 내에서 알려져 있으며, 때때로 미국의 정치적 환경 내에서 이전에 논의된 바 있다. 테러리스트들은 핵무기를 획득할 가능성이 있는 것으로 간주된다. 그럼에도 불구하고, 소량의 핵분열성 물질의 도난 및 밀매에도 불구하고 테러리스트 그룹이 실행 가능한 핵무기를 생산할 만큼 충분한 양이나 순도의 핵물질을 획득하거나 생산했다는 믿을 만한 증거는 없다.

## 핵물질 밀거래
1992년 3월, 독일 아우다스 부르크에서 독립국가연합(CIS)으로부터 유출된 저농축 우라늄 1,2킬로그램을 약 1억 5천만엔에 팔려던 구소련 이민자 2명이 경찰에 체포되었다.
1992년 4월 러시아 시사주간지 코메트산트는 북한이 CIS에서 핵개발에 사용되는 56kg의 플루토늄을 밀반출해갔다는 정보를 밀매업자로부터 직접 입수했다고 보도했다. 핵미사일 분해 작업을 하는 일부 러시아 장교들이 방사능 물질을 kg당 5만 루블에 밀매하고 있으며, 밀수출업자들은 이를 해외에서 kg당 75만달러에 되판다. 고철을 실은 차량과 철도편으로 수송되고 있으며, 이런 방식으로 최근 2개월간 블라디보스토크와 중국 국경을 거쳐 북한으로 들어간 플루토늄은 56kg에 이르고 있다고 보도했다.
1993년 5월, 리투아니아의 수도 빌나의 은행 지하창고에서 베릴륨 4.4톤이 발견되어 압수되었다. 러시아 오브닌스크의 en:Obninsk Institute for Nuclear Power Engineering에서 생산된 베릴륨은 러시아 마피아의 무역회사가 거래를 주도했으며, 대금 지불은 모스크바 카라데 클럽이 보증했다. 압수되기 직전, 오스트리아의 H.콘토르사는 베릴륨을 270만 달러에 구입할 계획이었고 콘토르사는 이를 스위스 취리히에 있는 구매자에게 2,400만 달러에 팔도록 되어있었다. 구매자는 북한이었다.
1994년 8월 19일, 1986년 체르노빌 원자력 발전소 사고후 처리를 담당했던 블라디미르 체르센코 박사는 독일 방송과의 인터뷰에서 러시아 고위관리들이 핵물질을 서방에 밀거래하는데 연루됐다면서 이같은 거래에는 우라늄 수t과 플루토늄 5백Kg이상이 포함됐다고 말했다.
1994년 독일 당국은 4 kg 분량의 러시아산 플루토늄을 2억 5천만 달러(3,000억 원)와 맞바꾸려던 밀거래를 적발했다. NRDC는 핵폭탄 한개를 만드는데 필요한 최소한의 플루토늄 분량을 IAEA가 규정한 8 kg보다 여덟배가 적은 1 kg으로 축소 조정해야 한다고 주장하고 나섰다. 우라늄의 경우도 U-233은 8 kg에서 1 kg로, U-235가 20% 이상 함유된 농축우라늄은 25 kg에서 3 kg로 각각 위험기준치를 낮춰야한다는 지적이다. 그러나 NRDC의 제안은 IAEA에서 거부되었다.
1995년 5월, 우크라이나에서 6 kg의 암거래 플루토늄이 압수됐다.
1990년대 말 동구권이 붕괴되면서 구 소련의 핵탄두 5000여발이 국제암시장에서 거래됐다. 당시 북한은 구 소련의 핵탄두를 밀반입하려다 국정원에 적발됐다. 당시 국정원과 CIA가 공조해 두 건의 핵탄두 밀반입을 막았다.
2005년 3월 월간 말지의 인터뷰에서, "북한의 비공식 대변인"이라는 김명철(61) 박사는 북한이 1980년대 중반 300 kg의 수입 플루토늄을 보유하고 있었고, 요즘은 플루토늄 1 kg만 있으면 핵폭탄 1개를 만들 수 있다고 말했다.
다양한 노력에도 불구하고 핵물질 유출을 막기란 쉬운 일이 아니다. 예를 들어 1kg의 금속 플루토늄 구체(球體)는 반지름 2.3~2.4cm에 불과해 당구공보다 작다. 방사능도 미약해서 작은 납 상자 하나면 충분히 차단할 수 있다. 공항이나 항구, 국경검문소처럼 방사능검색기가 장착된 지역에서는 이를 검색할 가능성이 크지만, 대형 선박에 실린 화물의 경우 플루토늄이 든 조그만 납 상자를 선박 지하구석에 숨겨둔다면 이를 찾아내기란 매우 어려운 일이다. 더구나 개인이 소량의 플루토늄이 든 납 상자를 배낭에 넣고 경계가 삼엄하지 않은 일반 국경지역 - 예를 들어 압록강 같은 - 을 넘는다면 이는 결코 찾아낼 수 없다.
2010년 10월 19일, 영국 가디언은 핵확산 사례를 보도하면서 "미국을 비롯한 국제사회의 핵확산 1차 저지선은 이미 붕괴됐으며 2차 저지선도 도전을 받고 있다"고 지적했다. 핵분열 물질 가운데 일부가 옛 소련 붕괴 등의 계기로 이미 제조국가를 떠나면서 1차 저지선에 구멍이 뚫린 만큼 이제는 테러세력에 핵물질이 이전되는 것을 막는 2차 저지선마저 불안해졌다는 것이다.
2011년 6월, 몰도바 수도 치시나우에서 HEU 1 kg당 2천만 달러에 거래를 시도하려던 일당 6명이 체포됐다. 한 전문가는 "HEU는 농축도에 따라 국제 암시장에서 kg당 3천만 달러에서 1억 5천만 달러를 호가한다"고 말했다.
2011년 11월, 2012 서울 핵안보정상회의 준비기획단 한충희 대변인은 1993년 이후 핵물질과 방사능 물질을 통틀어 1천800∼2천 건의 도난ㆍ분실ㆍ탈취ㆍ불법거래 사례가 신고됐으며 최근 들어서는 매년 평균 200건에 달하고 있다고 말했다.

## 같이 보기
- 상호확증파괴
- 탈원전 정책
- 핵전쟁
- 펠린다바